# 2067 Aksnes
2067 Aksnes este un asteroid din centura principală, descoperit pe 23 februarie 1936 de Yrjö Väisälä.